# Iksookimia koreensis
Iksookimia koreensis es una especie de peces de la familia Cobitidae en el orden de los Cypriniformes.

## Morfología
• Los machos pueden llegar alcanzar los 7,5 cm de longitud total.

## Hábitat
Vive en zonas de clima templado.

## Distribución geográfica
Se encuentra al suroeste de Corea.